# Guenfouda
 (juillet 2010).
Si vous disposez d'ouvrages ou d'articles de référence ou si vous connaissez des sites web de qualité traitant du thème abordé ici, merci de compléter l'article en donnant les références utiles à sa vérifiabilité et en les liant à la section « Notes et références ».

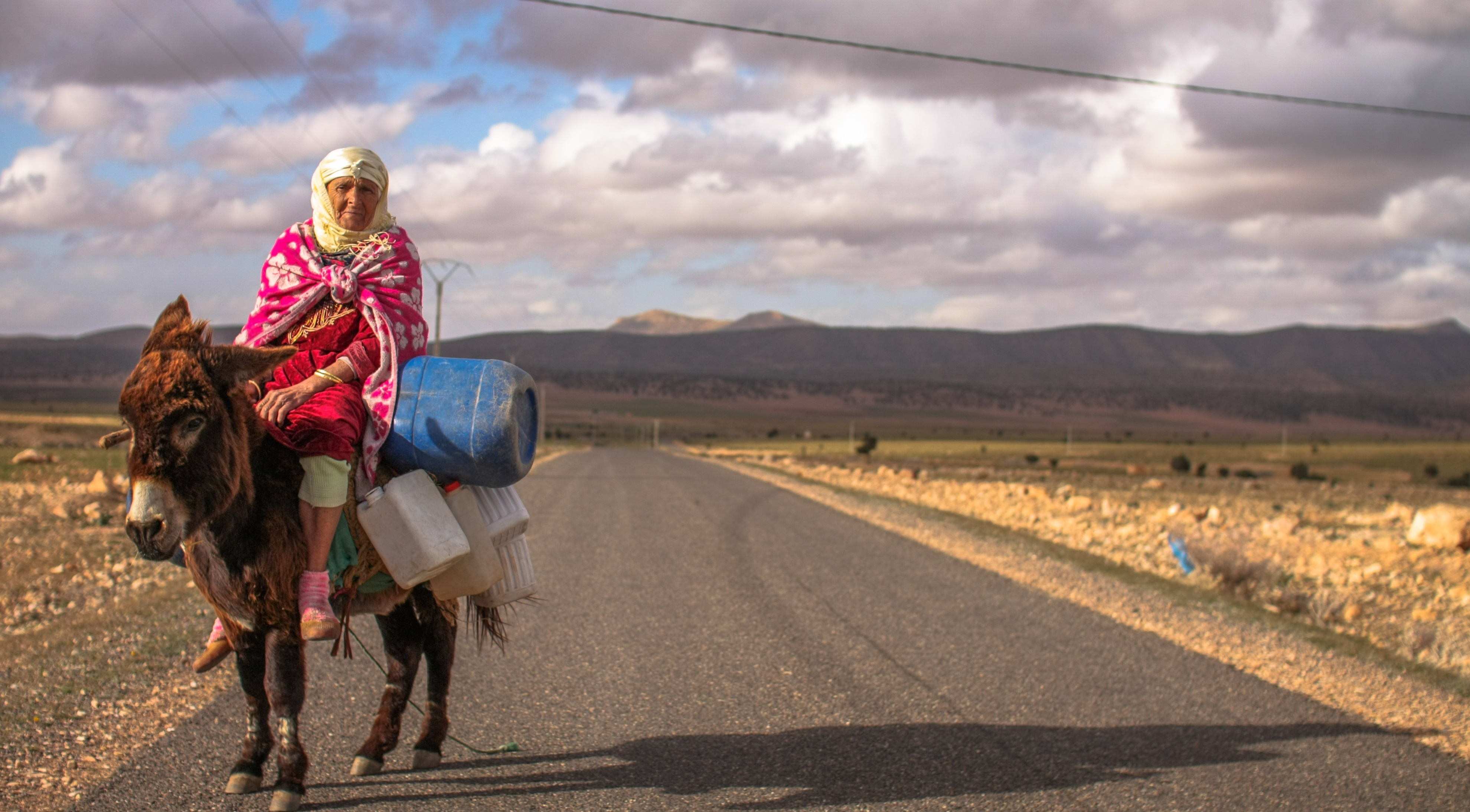
Sur la route de Guenfouda.

Guenfouda en arabe : كنفوذة est une commune rurale de la province de Jerada, dans la région de l'Oriental, au Maroc. Elle a pour chef-lieu un village du même nom. Son code postal est 64152.

## Géographie

### Situation
Guenfouda est située au sud-ouest d'Oujda (chef-lieu de sa région), et au nord-est de Jerada (chef-lieu de sa province), respectivement à environ 25 km et 22 km à vol d'oiseau. 
Ses coordonnées géographiques sont :34° 29′ 01″ N, 2° 02′ 44″ O.

### Relief, géologie et hydrographie
Le village de Guenfouda est bordé par deux oueds : d'un côté le Tawisélte et de l'autre l'Isly. Il est entouré par des montagnes : d'une part, celles des Zkara, et, d'autre part, celles des Bni 3la. 
Le terrain est plat et l'agriculture y est favorable. 

### Climat
En été, le temps est plutôt doux et chaud ; il est froid et pluvieux en hiver.

### Transports
De la commune de Guenfouda, on peut rejoindre Oujda par la N17, la P6021, la N2 et la N6 (30 km), et Jerada par la N17 et la R607 (31 km).

### Quartiers du village
Le village peut être divisé en sept quartiers : 
- Dior lmina où l'on trouve les maisons les plus anciennes (certaines datant de 1940) construites par les colons français qui travaillaient au sein de La société des Charbonnages de Jerada qui exploitait les mines d'anthracite ;
- Dior 3émirate (maison construite par un émirat pour les pauvres) ;
- Dior lboyéde, quartier le plus pauvre de Guenfouda s'apparentant à un bidonville ;
- Dior bni ya3la, où résidait une partie de la tribu de Bni 3la ;
- le souk ;
- le cimetière ;
- Jnanate, un quartier où sont regroupés éleveurs et agriculteurs.

## Histoire
Guenfouda était encore dynamique dans les années 1970 ; l'usine El Mina assurait du travail à une grande partie des villageois. Depuis la fermeture de sa gare[Quand ?], il connaît une période de déclin et n'exerce plus autant d'attractivité.

## Population

### Démographie
De 1994 à 2004, la population de la commune de Guenfouda est passée de 5 560 à 5 748 habitants, connaissant une hausse d'un peu moins de 1 %. 

### Groupes ethniques
Guenfouda comporte une trentaine de tribus différentes. Les tribus majoritaires sont les Zkara, venant des environs de Guenfouda, et les Bni 3la. 

## Administration et politique
Le village de Guenfouda, chef-lieu de la commune, est aussi le chef-lieu du caïdat de Bni Yaala (rattaché au cercle de Jerada-Banlieue). 
En matière de soins publics, un centre de santé communal avec unité d'accouchement (CSCA) se trouve dans le village ; il existe également deux hôpitaux généraux à environ 30 km, à Jerada et Oujda.

## Économie
Malgré une activité en baisse, le village de Guenfouda compte beaucoup de commerces : téléboutiques, une mercerie, une boulangerie, etc. Le véritable centre du village, communément appelé Hwanéte Dial Guenfouda, se situe au nord avec ses petits cafés, ses boucheries, petits commerces et coiffeurs.
Guenfouda était presque en déclin, mais connaît depuis quelques années une petite renaissance. Une mosquée, un lotissement, un internat pour que les démunis puissent aller à l'école et un nouvel axe routier qui traverse le centre du village ont été construits ; l'axe principal a été rénové ; et plusieurs autres projets sont en cours de réalisation. Guenfouda se tourne actuellement plutôt vers le commerce, l'élevage et la culture des olives. Ainsi, le souk du samedi matin est un centre majeur. Guenfouda possède une grande quantité d'eau ainsi que quelques usines (même si la majorité sont fermées).
De nos jours, le village de Guenfouda attire surtout des touristes pour son caractère paisible.